# Lepo Lepo
"Lepo Lepo" é uma música  do grupo de pagode baiano Psirico. Seus compositores são Filipe Escandurras  (que é também backing vocal do grupo) e Magno Santana. A letra fala sobre uma pessoa que está em difícil situação financeira, e caso sua amada queira se relacionar com ele é porque gosta do seu "lepo lepo". A expressão que dá título à canção foi cunhada pelo autor da música, e há várias interpretações possíveis.

## Histórico
Felipe e Magno cuidaram da letra e da harmonia, o vocalista do Psirico ajudou a elaborar o arranjo hoje utilizado pelo grupo.
Depois do lançamento da música, houve uma polêmica a respeito do cantor sertanejo Cristiano Araújo de que ele teria se apropriado da música. Logo depois, vários artistas usaram as redes sociais para apoiar o vocalista do Psirico, Márcio Victor, e declarar que a música pertence ao grupo.

## Enredo
A letra é escrita em primeira pessoa. Um homem descreve sua difícil situação financeira, onde cita que não tem moradia, e seu carro foi tomado pelo banco. Depois ele conclui que a pessoa que decidir se relacionar com ele é porque gosta dele e do seu "lepo lepo". A letra não cita explicitamente o que significa o "lepo lepo", e dá margem pra diferentes interpretações. A mais aceita é a que significa "performance sexual". Essa hipótese é confirmada pela coreografia no videoclipe oficial, mas também pelo histórico do Psirico com letras sensuais, sexuais, ou de duplo sentido. Entretanto o próprio vocalista interpreta a música como "a arte de conquistar uma mulher; o carinho; o amor; o namoro".
A canção foi composta como contraponto à onda de ostentação que figura no pagode baiano.

## Recepção
Inicialmente a música ganhou repercussão em rádios do Nordeste e em dezenas de regravações e versões, e sucesso moderado na internet. "Lepo Lepo" ganhou projeção nacional e internacional quando os jogadores Neymar Jr. e Daniel Alves dançaram sua coreografia ao comemorar gol do Barcelona contra o Rayo Vallecano, em partida válida pelo Campeonato Espanhol em 15 de fevereiro de 2014. Anteriormente o jogador Hulk já havia divulgado um vídeo na internet cantando e fazendo parte da coreografia da música, em 24 de janeiro. Diante disso, a coreografia da música se tornou uma mania entre os jogadores de futebol, após marcarem seus gols. Além dos jogadores, "Lepo Lepo" também foi interpretada por diversos cantores em seus shows ou vídeos publicados na internet. Desde então a música tornou-se uma das mais executadas nas rádios pelo Brasil e em casas de festas. Em 24 de fevereiro, o single tornou-se a faixa mais baixada na versão brasileira da loja virtual iTunes, superando canções como da neozelandesa Lorde "Royals" e "Beijinho no Ombro" de Valesca Popozuda. Com a repercussão da música em todo Brasil, a banda Psirico começou a ser chamada para canta-la em vários programas de televisão, os quais: Domingão do Faustão, Mais Você, Encontro com Fátima Bernardes, Legendários, The Noite com Danilo Gentili, Domingo Show, O Melhor do Brasil, Esquenta! e Caldeirão do Huck.
O sucesso da música gerou várias versões e paródias na internet. Uma delas, a "resposta" de uma jovem brasiliense ao cantor de "Lepo Lepo", ganhou bastante visualizações no YouTube.
Em abril, a FIFA confirmou as músicas que farão parte do álbum oficial da Copa do Mundo, e Lepo Lepo foi incluída no álbum. Foi a música mais tocada durante o evento.
Em dezembro, o Google Brasil liberou uma lista com os tópicos mais buscados em 2014 e Lepo Lepo foi música nacional mais buscada.

## Desempenho nas tabelas musicais
| País/Paradas (2014)               | Melhor Posição |
| --------------------------------- | -------------- |
| Brasil - (Brasil Hot 100 Airplay) | 9              |
| Brasil - Salvador Hot Songs       | 1              |
| Brasil - Fortaleza Hot Songs      | 1              |